# 西岡一雄
西岡 一雄（にしおか かずお、1886年 - 1964年2月6日）は、日本の登山用具店主 登山家。
滋賀県大津市生まれ。大阪府立北野中学校(現大阪府立北野高等学校)卒、第三高等学校中退。貿易語学校でロシア語を学び、大阪税関所に勤務。中国・青島税関勤務を経て、1921年、大阪にマリア運動具店を開店、東京にも進出。1924年には海野治良と東京に好日山荘を開く。同年、藤木九三、水野祥太郎とロック・クライミング・クラブ（RCC）を創設。1961年読売新聞社主催の第一回立山集会で「山の恩人」として表彰された。宮崎県で死去。

## 著書
- 『泉を聴く』朋文堂 1934　のち中公文庫
- 『山村好日』蘭書房 1949
- 『登山の小史と用具の変遷』朋文堂 1958

### 共著
- 『登山技術と用具』海野治良共著 山と渓谷社 1948
- 『登山技術と用具』海野治良,諏訪多栄蔵共著 山と渓谷社 1954